# Маловолицька сільська рада
Маловолицька сільська рада (деколи — Мало-Волицька сільська рада) — адміністративно-територіальна одиниця та орган місцевого самоврядування у Янушпільському, Бердичівському і Чуднівському районах Житомирської і Бердичівської округ, Вінницької й Житомирської областей Української РСР та України з адміністративним центром у с. Мала Волиця.

## Населені пункти
Сільській раді були підпорядковані населені пункти:
- с. Мала Волиця
- с. Дібрівка

## Населення
Кількість населення ради, станом на 1923 рік, становила 1 715 осіб, кількість дворів — 400.
Відповідно до перепису населення СРСР, станом на 17 грудня 1926 року, чисельність населення ради становила 1 251 особу, з них, за статтю: чоловіків — 596, жінок — 655; етнічний склад: українців — 1 153, росіян — 4, поляків — 94. Кількість господарств — 277, з них, несільського типу — 1.
Відповідно до результатів перепису населення СРСР, кількість населення ради, станом на 12 січня 1989 року, становила 687 осіб.
Станом на 5 грудня 2001 року, відповідно до перепису населення України, кількість мешканців сільської ради становила 622 особи.

## Склад ради
Рада складалася з 12 депутатів та голови.

## Керівний склад сільської ради
| ПІБ                       | Основні відомості                                                                                    | Дата обрання | Дата звільнення |
| ------------------------- | --- | ------------ | --------------- |
| Пелихівська Зоя Петрівна  | Сільський голова, 1954 року народження, освіта                                                       | 26.03.2006   | 31.10.2010      |
| Гонишнюк Майя Анатоліївна | Сільський голова, 1967 року народження, освіта середня спеціальна, член Комуністичної партії України | 31.10.2010   |                 |

Примітка: таблиця складена за даними джерела

## Історія
Створена 1923 року в складі сіл Дібрівка, Мала Волиця та хутора Червоне Янушпільської волості Житомирського повіту Волинської губернії. 2 лютого 1926 року, відповідно до рішення Бердичівської ОАТК, в х. Червоне утворено окрему Червонецьку польську національну сільську раду.
Станом на 1 вересня 1946 року сільська рада входила до складу Янушпільського району Житомирської області, на обліку в раді перебували села Дубровка та Мала Волиця.
11 серпня 1954 року, відповідно до указу Президії Верховної ради Української РСР «Про укрупнення сільських рад по Житомирській області», до складу ради приєднано с. Галіївка ліквідованої Галіївської сільської ради Янушпільського району. 5 липня 1965 року, відповідно до рішення Житомирського облвиконкому № 403 «Про зміни в адміністративно-територіальному поділі Бердичівського, Дзержинського, Любарського, Новоград-Волинського і Радомишльського районів та про об'єднання окремих населених пунктів області», в с. Галіївка відновлено сільську раду.
На 1 січня 1972 року сільська рада входила до складу Чуднівського району Житомирської області, на обліку в раді перебували села Дібрівка та Мала Волиця.
17 січня 1977 року, відповідно до рішення Житомирського ОВК № 24 «Про питання адміністративно-територіального поділу окремих районів області», підпорядковано с. Галіївку Галіївської сільської ради Чуднівського району. 21 червня 1991 року, відповідно до рішення Житомирської обласної ради «Про внесення змін в адміністративно-територіальний устрій окремих районів області», с. Галіївка передане до складу відновленої Галіївської сільської ради Чуднівського району.
Виключена з облікових даних 17 липня 2020 року. Територію та населені пункти ради, відповідно до розпорядження Кабінету Міністрів України № 711-р від 12 червня 2020 року «Про визначення адміністративних центрів та затвердження територій територіальних громад Житомирської області», включено до складу Вільшанської сільської територіальної громади Житомирського району Житомирської області.
Входила до складу Янушпільського (7.03.1923 р.), Чуднівського (28.11.1957 р., 8.12.1966 р.) та Бердичівського (30.12.1962 р.) районів.